# Mali ditrigonalni ikozidodekaeder
| Mali ditrigonalni ikozidodekaeder          | Mali ditrigonalni ikozidodekaeder                    |
| ------------------------------------------ | ---------------------------------------------------- |
|                                            |                                                      |
| Vrsta                                      | uniformni zvezdni polieder                           |
| Elementi                                   | F = 32, E = 60, V =20 ({\displaystyle \chi \,} = -8) |
| Stranske ploskve po stranicah              | 20{3}+12{5/2}                                        |
| Wythoffov simbol                           | 3 \| 5/2                                             |
| Simetrijska grupa                          | Ih, [5,3], *532                                      |
| Bowerjeva okrajšava                        | Sidtid                                               |
| Sklici                                     | U30, C39, W70                                        |
| mali triambski ikozaeder (dualni polieder) | (3.5/2)3 slika oglišč                                |

Mali ditrigonalni ikozidodekaeder je v geometriji uniformni zvezdni polieder z oznako (indeksom) U30.

## Sorodni poliedri
| mali ditrigonalni ikozidodekaeder | veliki ditrigonalni ikozidodekaeder | ditrigonalni dodekadodekaeder |
| dodekaeder (konveksna ogrinjača)  | sestav petih kock                   |                               |